# Sound-alike
En sound-alike er en person, der kan lyde præcis som en anden person. Der er mange folk, som har lavet en karriere ud af at lyde som en kendt person, ligesom Elvis Presley. Impersonators og sound-alikes er ikke det samme. Impersonators klæder sig også ud som de folk, de synger som, sound-alikes synger kun some de folk, de lyder som. Et godt eksempel er den canadiske sanger Marc Martel, som lyder som Freddie Mercury, men ikke klæder sig som Freddie Mercury.
| Musik | Spire Denne musikartikel er en spire som bør udbygges. Du er velkommen til at hjælpe Wikipedia ved at udvide den. |